# Ernst Kelle
Ernst Kelle (* 17. Juni 1885 in Magdeburg; † 21. Januar 1954 in Hamburg) war ein deutscher Maler. Er gehört zu den Malern der Verschollenen Generation.

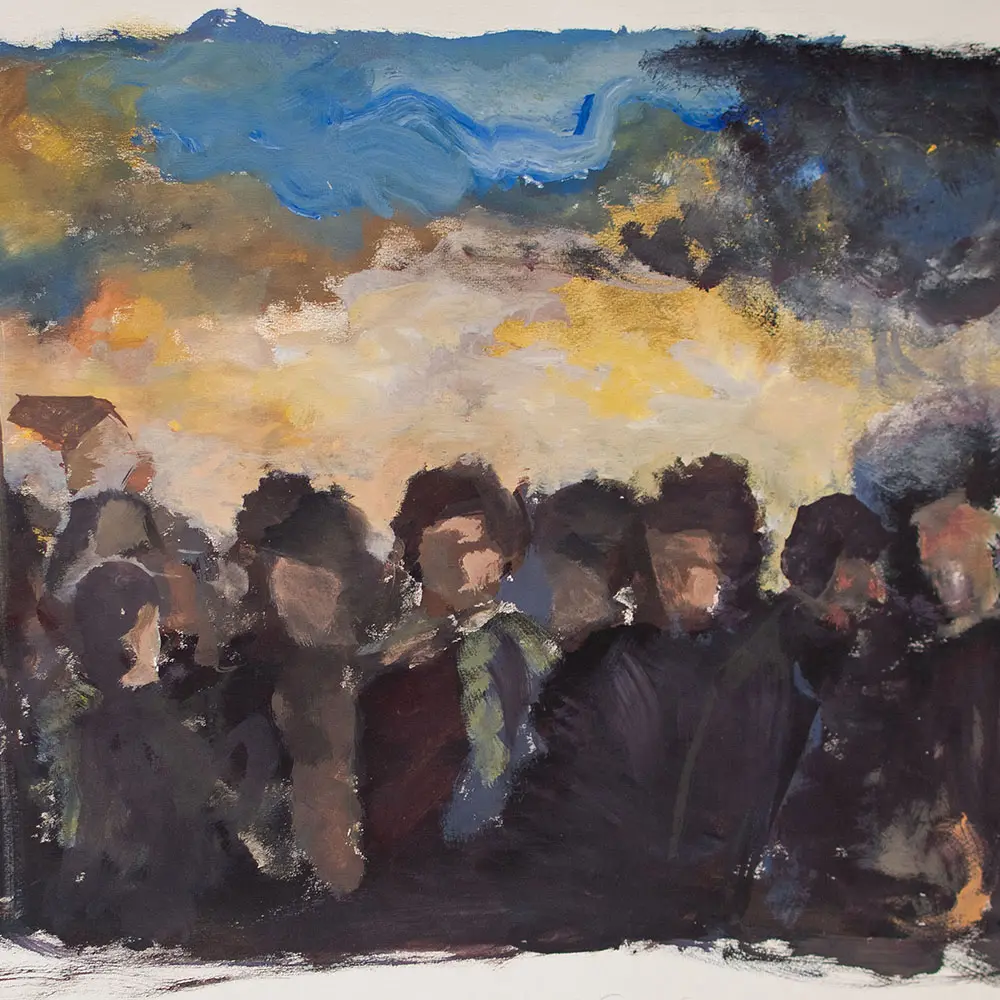
Aufbruch (1947)

## Leben und Werk
Ernst Kelle wuchs in Magdeburg auf, wo er 1903 sein Abitur absolvierte. Danach ging er nach Hamburg und war dort ab 1910 im Staatsdienst bei den Hamburger Hafenbetrieben bis zu seiner Entlassung im Jahre 1935 tätig.
Seit den frühen 1920er Jahren war er als Maler aktiv. Er studierte von 1922 bis 1924 an der Abendschule der staatlichen Kunstgewerbeschule in Hamburg. Seine Lehrer waren Eduard Winkler (Steindruck), Friedrich Wehland (Malerei), Fritz Behncke (Malerei) sowie Professor Poppen.
1943 zog er nach den Bombenangriffen auf Hamburg nach Marburg, wo er bis 1952 lebte. Zwischen 1938 und 1945 konnte Kelle nicht ausstellen, da seine Bilder von den Nationalsozialisten verfemt waren.
In Marburg war er aktiv im Oberhessischen Künstlerbund tätig. 1946 gründete er in Marburg die Galerie „Senta Kahl“.
Zu seinen Förderern gehörten u. a. die Kunsthistoriker Richard Hamann aus Marburg und Paul Wember vom Kaiser-Wilhelm-Museum in Krefeld. 1952 kehrte Kelle wieder nach Hamburg zurück, wo er 1954 verstarb.
Die aus seinem Gesamtwerk erhaltenen Bilder stellen überwiegend Stillleben, häufig Blumenstillleben in der Nachfolge des Impressionismus dar.
Kelle erzielte dagegen große Anerkennung in den Ausstellungen 1946 in Marburg und 1948 in Krefeld, wo er Arbeiten im Nachexpressionistischen Stil mit aktuellen Bezug zur unmittelbaren Nachkriegszeit zeigte. Es entstanden Bildtitel wie Hinterbliebene, Flüchtlinge und Der Krieg, welches seit 1948 im Besitz des Kaiser-Wilhelm-Museums Krefeld ist.

## Ausstellungen (Auswahl)
- 1936: Galerie Commeter, Hamburg
- 1937: Frühjahrsausstellung Hamburger Künstler im Kunstverein, Kunsthalle Hamburg
- 1946: „Nachexpressionistische Kunst der Gegenwart“, Universitätsmuseum Marburg[1].
- 1946:  „Neue Deutsche Kunst“, Konstanz, Juni 1946
- 1947: „Kunst des 20. Jahrhunderts aus Marburger Besitz“, Universitätsmuseum Marburg
- 1947: Nassauischer Kunstverein Wiesbaden
- 1947: Kollektivausstellung in der Galerie Senta Kahl, Marburg
- 1948: Oberhessischer Künstlerbund, Universitätsmuseum Marburg
- 1948: Kaiser-Wilhelm-Museum, Krefeld
- 1949: Kollektivausstellung, Galerie Senta Kahl, Marburg
- 1949: Galerie Parnass, Wuppertal[2]
- 1949: „Junge Bildende Kunst“, Wetzlar
- 1950: Gemeinschaftsausstellung mit Franz Frank und Johann H. Höhl (1904–1982), Kunstverein Kassel